# Concerto triplo (Beethoven)
O Concerto para violino, violoncelo e piano em Dó Maior, Opus 56 foi escrito por Ludwig van Beethoven entre 1803 e 1805, sendo publicado em 1807 e estreado em Viena e, 1808. É mais comumentemente referido como Concerto Triplo, ou Concerto Tríplice, por ser dirigido a três instrumentos solistas, mais orquestra. Trata-se do único concerto de Beethoven para mais de um instrumento solista.

## Composição
Beethoven começou a escrever a obra em 1803, época em que o Arquiduque Rodolfo da Áustria era seu aluno. De acordo com Anton Schindler, primeiro biógrafo de Beethoven, ele teria escrito a parte para piano para o Arquiduque. No entanto, não há registro de que Rudolf tenha executado a obra, uma vez que ela só foi estreada em público em 1808, nos concertos de verão "Augarten", em Viena. Fora isso, quando foi publicada, a partitura trazia dedicatória a um patrono diferente, o príncipe Lobkowitz. Obras próximas ao ano em que Beethoven começou a compor o concerto foram a terceira sinfonia, a quinta, a Sonata para piano n. ° 23 ("Apassionata") e a única ópera de Beethoven, Fidelio. O Concerto Triplo têm semelhanças com o gênero de trio para piano e a sinfonia concertante, tais como as de Johann Christian Bach, embora Beethoven mantenha sua inspiração em Haydn e Mozart. A obra segue o mesmo padrão do Concerto para piano n. ° 1. Em comparação ao Concerto para piano n. ° 3, porém, há uma diferença: enquanto no concerto n. ° 3 a parte orquestral recebe maior peso, no Concerto Triplo destacam-se os solistas. Devido à prepondenrância que o violoncelo recebe em certa medida, a música tem também o caráter de um concerto para violoncelo.

## Orquestração
A orquestra constitui-se de uma flauta, 2 oboés, 2 clarinetes em dó, 2 fagotes, 2 trompas em dó, 2 trompetes em dó, tímpanos (em dó e sol) e cordas: primeiros e segundos violinos, violas, violoncelos e contrabaixos. As partes solistas estão escritas para violino, violoncelo e piano.

## Movimentos
Os movimentos são três:
1. Allegro
2. Largo (attaca)
3. Rondó: Alla polaca

Uma performance típica dura cerca de trinta e sete minutos.